# Seenotrettungsstation Travemünde
Die Seenotrettungsstation Travemünde ist ein Stützpunkt von Freiwilligen der Deutschen Gesellschaft zur Rettung Schiffbrüchiger (DGzRS) in Schleswig-Holstein an der Ostsee. Im Lotsenhafen von Travemünde hat die DGzRS zur Sicherung der Schifffahrt in der Lübecker Bucht ein Seenotrettungsboot (SRB) stationiert. Die Alarmierung der Seenotretter erfolgt im Regelfall durch die Zentrale der DGzRS in Bremen, wo die Seenotleitung Bremen (MRCC Bremen) ständig alle Alarmierungswege für die Seenotrettung überwacht.

## Aktuelle Rettungseinheit
Seit Dezember 2020 liegt am Anleger der am 22. Mai 2021 auf den Namen Erich Koschubs getaufte Neubau der zweiten Bauserie von der Tamsen-Werft in Rostock. Das 10,1 Meter lange SRB gehört wie sein Vorgänger zur 3. Generation von Seenotrettungsbooten der DGzRS. Gegenüber der ersten Bauserie ist es 70 Zentimeter länger und besitzt einen stärkeren Dieselmotor von 380 PS. Damit erreicht das Boot eine Höchstgeschwindigkeit von 18 Knoten und ist in der Lage auch größere Schiff in Schlepp zu nehmen.

## Einsatzgebiet und Zusammenarbeit
Durch die Station in Travemünde wird hauptsächlich das große Wassersportrevier der Neustädter Bucht vor der holsteinischen Ostseeküste abgedeckt. Das bei vielen Seglern, Sportbootfahrern und Surfern sehr beliebte Seegebiet wird von den Rettern bis zur Nachbarstation und dem Hafen von Neustadt in Holstein abgesichert. Auf der mecklenburger Seite erstreckt es sich bis zum Klützer Winkel und dem Ostseebad Boltenhagen. Gleichzeitig verläuft durch das Revier der stark befahrene Lübeck-Gedser-Weg zur Kadetrinne, den die Fähren nach Skandinavien und ins Baltikum benutzen. Jährlich passieren rund 17.000 Passagier-, Kombi- und Frachtfähren die enge Fahrrinne am Priwall zwischen dem Skandinavienkai des Lübecker Hafens und der Lotsenstation an der Mündung der Trave. Zusätzlich sichern die Seenotretter das Binnenrevier der Pötenitzer Wiek.
Bei Einsätzen für die Großschifffahrt ist ein Seenotrettungskreuzer in Grömitz jederzeit abrufbereit. Bei größeren Such- und Rettungseinsätzen in der Lübecker Bucht unterstützen sich die Kollegen der Nachbarstationen:
- Boot der Seenotrettungsstation Neustadt
- Boot der Seenotrettungsstation Timmendorf/Poel
- Kreuzer der Seenotrettungsstation Grömitz

## Sonstiges

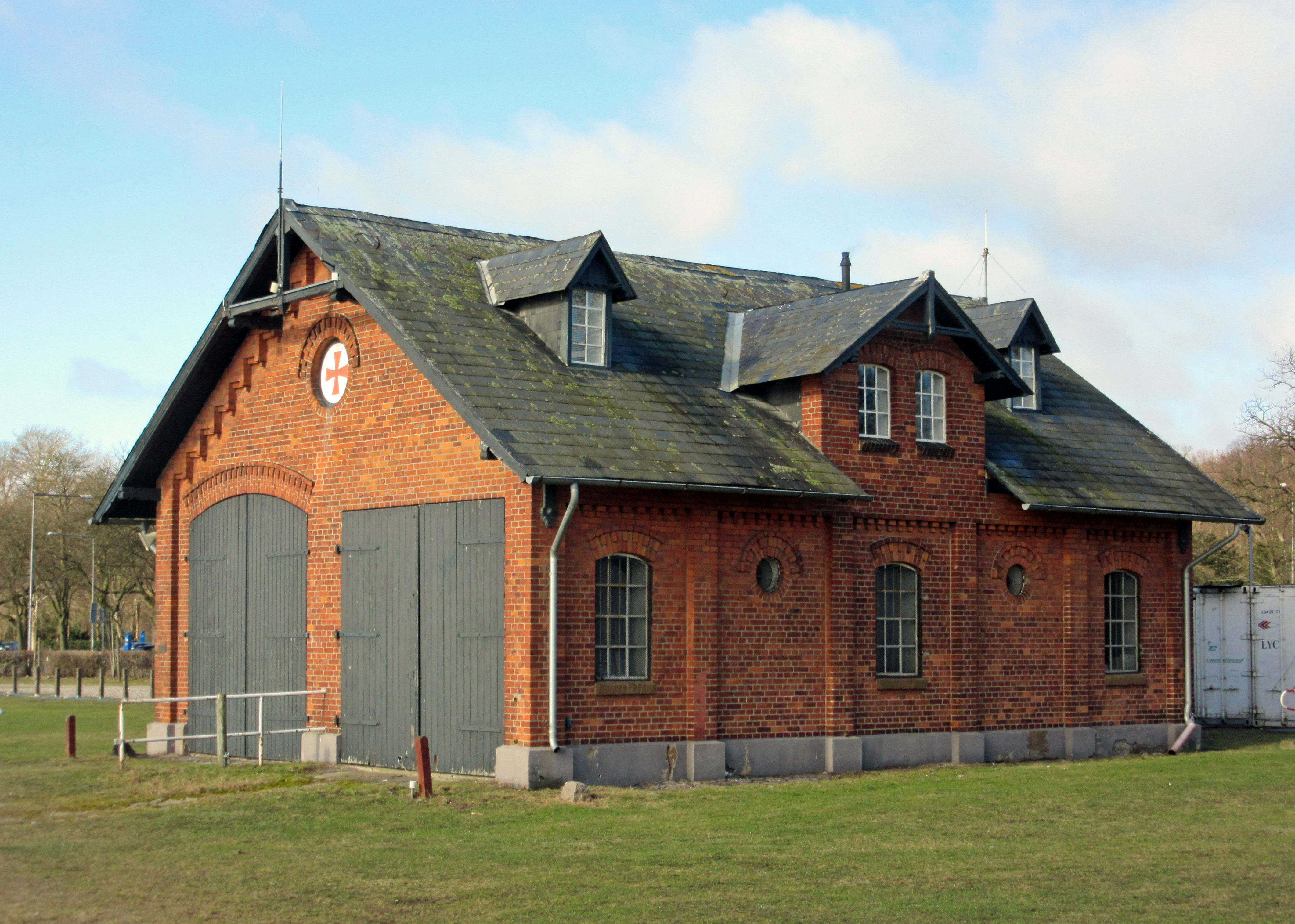
Ehemaliger Rettungsbootschuppen der DGzRS

In Höhe des alten Leuchtturms von Travemünde 400 Meter oberhalb der Lotsenstation steht an der Trave der ehemalige Rettungsschuppen (Lagekarte). In der damals üblichen Bauweise erbaut besitzt er zwei Doppeltore und auch die alte Ablaufbahn für die Ruderrettungsboote ist noch erhalten. Heute nutzt der Lübecker Yachtclub das Gebäude mit der Aussicht auf die gegenüber liegenden Viermastbark Passat von 1911.

## Stationierte Rettungseinheiten
| Stationierung von Motorrettungsbooten  | Stationierung von Motorrettungsbooten | Stationierung von Motorrettungsbooten | Stationierung von Motorrettungsbooten | Stationierung von Motorrettungsbooten | Stationierung von Motorrettungsbooten | Stationierung von Motorrettungsbooten | Stationierung von Motorrettungsbooten |
| Zeitraum                               | Schiffsname | Reg.-Nr. | Länge oder Klasse | Anz. Motoren ges. Leistung | Geschw. | vorige Station | Verlegung nach oder Verbleib |
| -------------------------------------- | --- | --- | --- | --- | --- | --- | --- |
| 1929 → 1936                            | LÜBECK * | KRD 415 | 11,85 Meter | 1 → 45 PS | 8,0 kn | von Norderney | → Timmendorf/Poel |
| 1936 → 1943                            | IRENE | KRD 411 | 11,00 Meter | 1 → 50 PS | 8,0 kn | von Helgoland | → Kriegseinsatz und Verlust |
| 1943 → 1949                            | DR. JOHANNES RÖSING ** | KRD 421 | 8,75 Meter | 1 → 20 PS | 7,0 kn | von Bremerhaven | ausgemustert |
| 1945                                   | ohne Namen | KRC 302 | 10-Meter-Serie | 1 → 60 PS | 8,0 kn | Neubau | → Maasholm |
| 1948 → 1958                            | ULLA | KRD 413 | 11,00 Meter | 1 → 50 PS | 8,0 kn | von Maasholm | ausgemustert |
| 1959 → 1970                            | ohne Namen | KRC 302 | 10-Meter-Serie | 1 → 60 PS | 8,0 kn | von Westerland | ausgemustert |
| 1970 → 1972                            | H. H. BUNJE | KRC 303 | 10-Meter-Serie | 1 → 60 PS | 8,0 kn | von Burgstaaken | ausgemustert |
| Erl.:                                  | * Die LÜBECK (II) trug auf Norderney den Namen BREMEN (I) ** Die DR. JOHANNES RÖSING trug in Bremerhaven den Namen HEINRICH STALLING (I) | * Die LÜBECK (II) trug auf Norderney den Namen BREMEN (I) ** Die DR. JOHANNES RÖSING trug in Bremerhaven den Namen HEINRICH STALLING (I) | * Die LÜBECK (II) trug auf Norderney den Namen BREMEN (I) ** Die DR. JOHANNES RÖSING trug in Bremerhaven den Namen HEINRICH STALLING (I) | * Die LÜBECK (II) trug auf Norderney den Namen BREMEN (I) ** Die DR. JOHANNES RÖSING trug in Bremerhaven den Namen HEINRICH STALLING (I) | * Die LÜBECK (II) trug auf Norderney den Namen BREMEN (I) ** Die DR. JOHANNES RÖSING trug in Bremerhaven den Namen HEINRICH STALLING (I) | * Die LÜBECK (II) trug auf Norderney den Namen BREMEN (I) ** Die DR. JOHANNES RÖSING trug in Bremerhaven den Namen HEINRICH STALLING (I) | * Die LÜBECK (II) trug auf Norderney den Namen BREMEN (I) ** Die DR. JOHANNES RÖSING trug in Bremerhaven den Namen HEINRICH STALLING (I) |
| Stationierung von Seenotrettungsbooten | | | | | | | |
| 1972 → 1975                            | EDUARD NEBELTHAU | KRST 2 | 12-Meter-Klasse | 1 → 240 PS | 17 kn | Neubau | ausgemustert |
| 1975 → 2000                            | PAUL DENKER | KRS 01 | 17-Meter-Klasse | 1 → 830 PS | 18 kn | Neubau | ausgemustert |
| 2000 → 2021                            | HANS INGWERSEN | SRB 52 | 9,5-m-Klasse | 2 → 320 PS | 18 kn | Neubau | → Hooksiel |
| seit 2021                              | ERICH KOSCHUBS | SRB 80 | 10,1-m-Klasse | 1 → 380 PS | 18 kn | Neubau | auf Station |

Quellen:

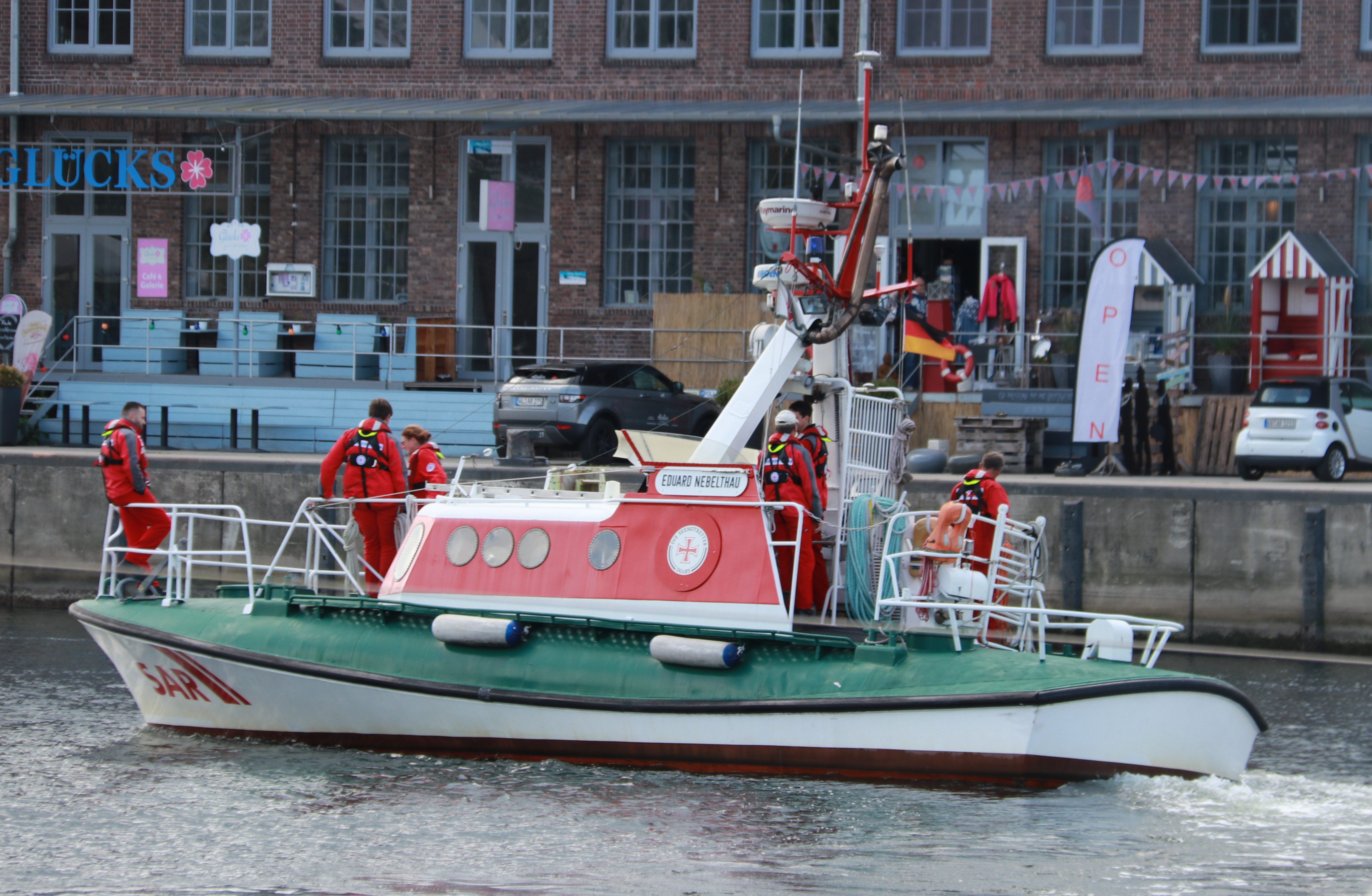
EDUARD NEBELTHAU
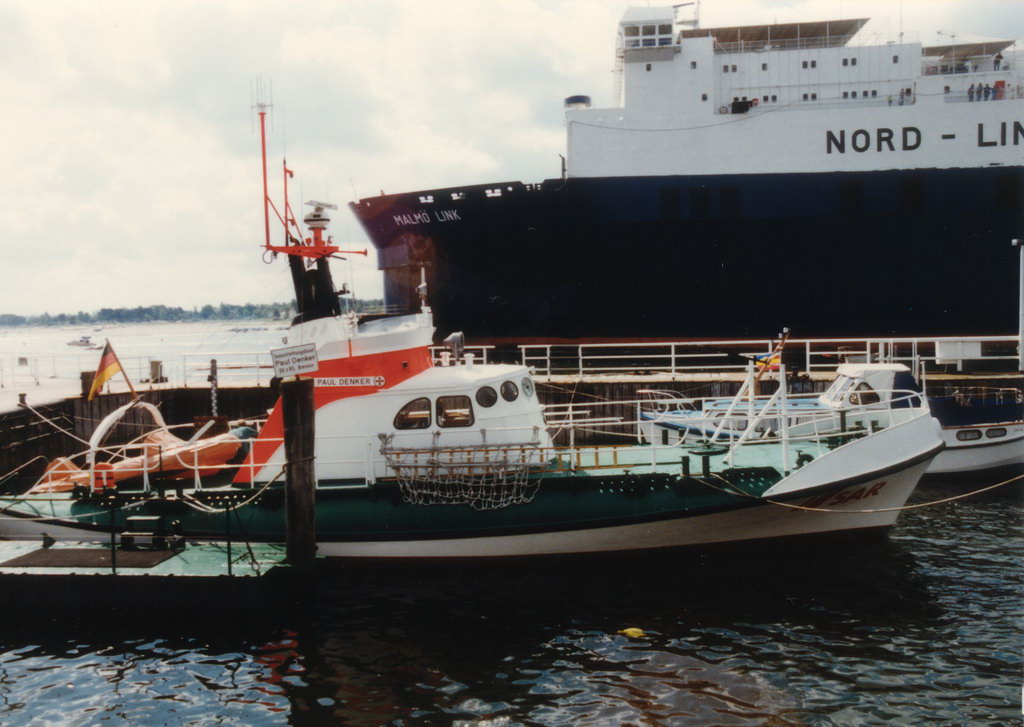
PAUL DENKER in Travemünde
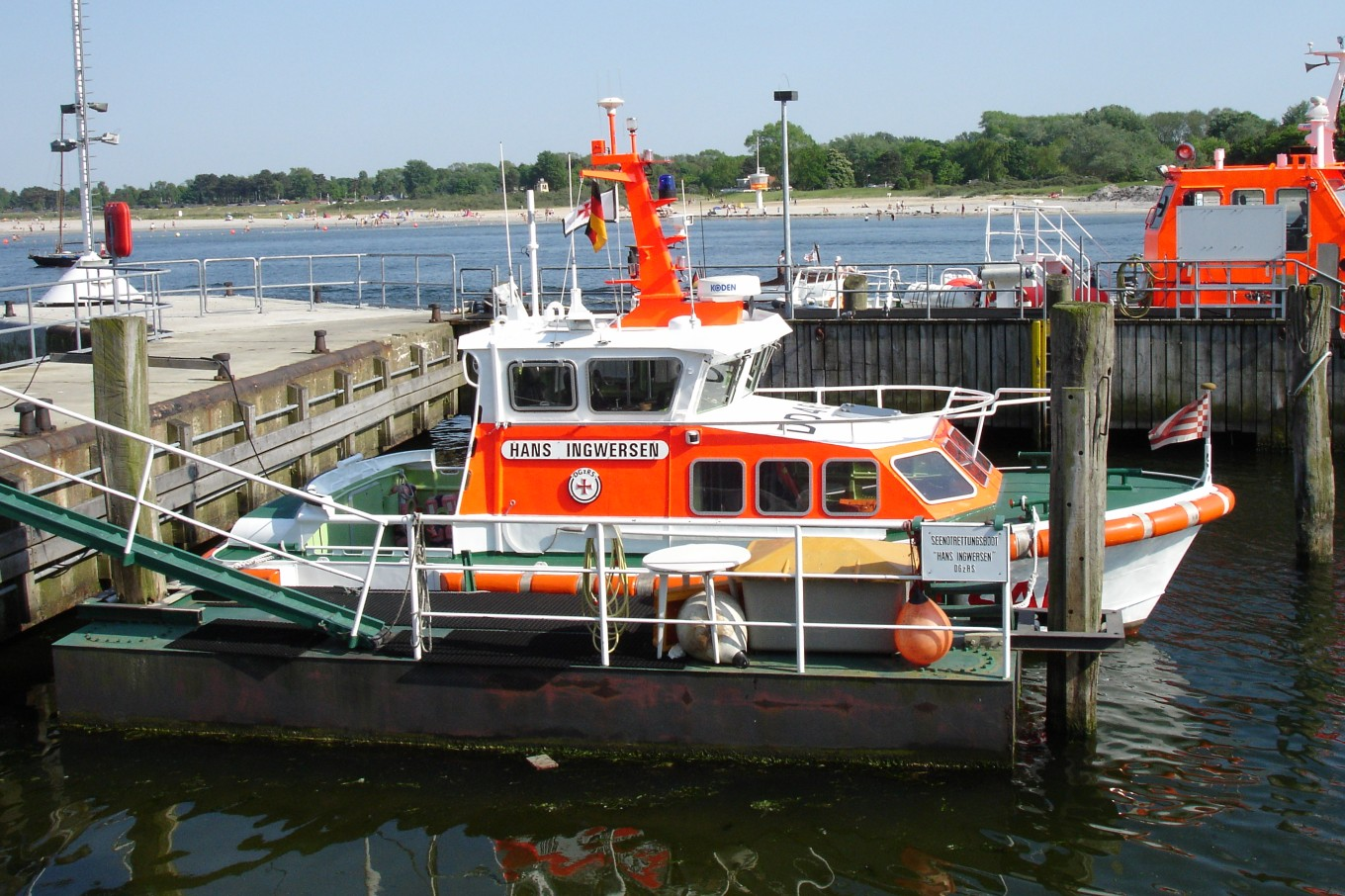
HANS INGWERSEN in Travemünde